# Monterissa gowerensis
Monterissa gowerensis é uma espécie de gastrópode  da família Hydrocenidae.
É endémica da Austrália.